# Tawahka

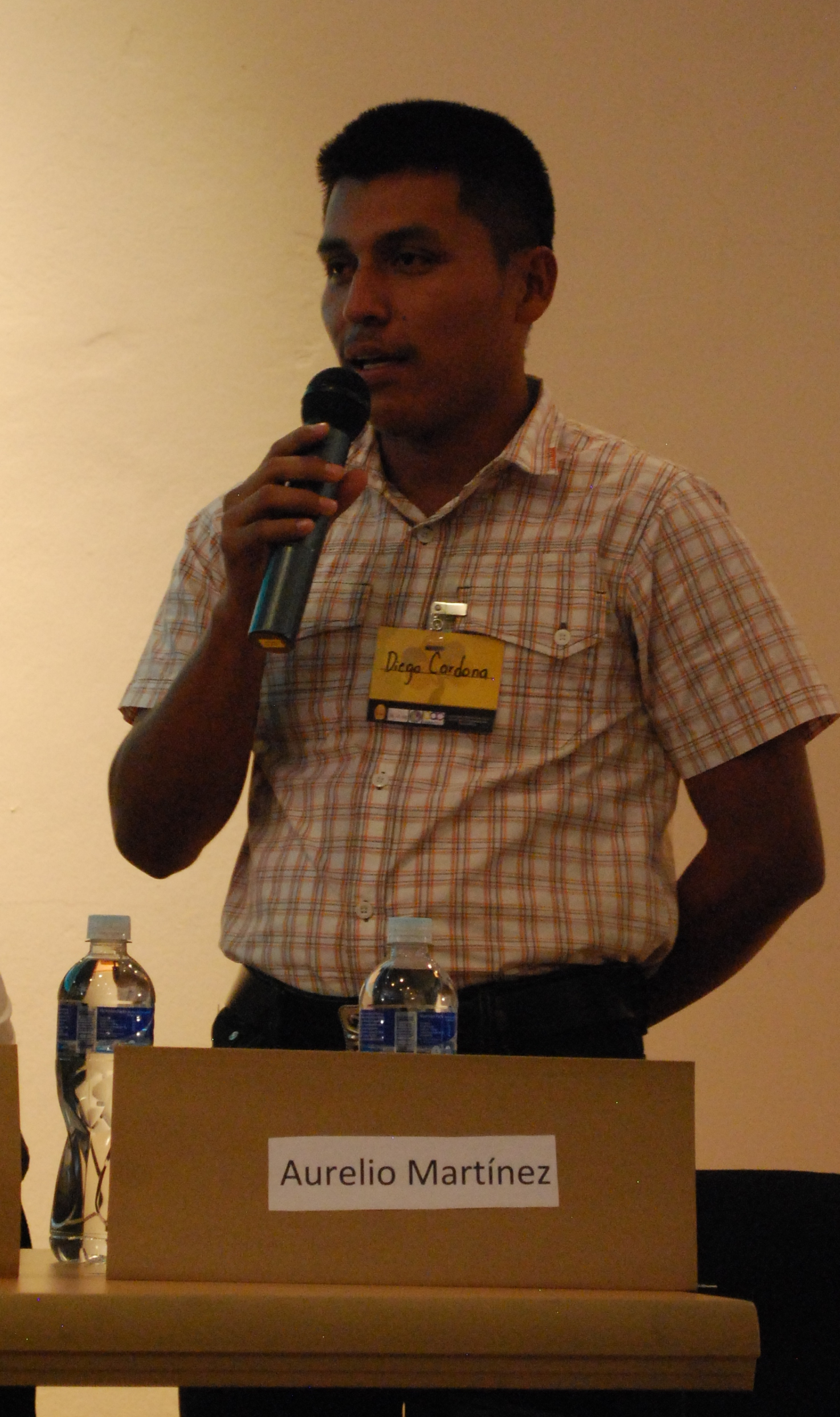
Aurelio Martínez representa a los tawahkas en un congreso en la Universidad Nacional Autónoma de Honduras.

Los tawahkas son un subgrupo de los mayangnas o sumus. Habitan en las riberas del río Patuca, en el departamento de Gracias a Dios y parte del departamento de Olancho en Honduras, y en la Costa Caribe de Nicaragua.

## Historia
El pueblo Tawahka, cultural y lingüísticamente, es un subgrupo perteneciente a la familia misumalpa (Sumo, Miskitu y Matagalpa) de origen macro-chibcha, quienes antiguamente llegaron del sur del continente americano.
Tierra adentro de Mosquitia viven los tawahkas. La mayoría de ellos hacían casas de paja y residen en San Buenaventura, ubicada en la margen derecha del Patuca (viniendo río arriba desde Wampusirpe) y en la desembocadura del río Wampú. La única vía de comunicación de esta comunidad es el río Patuca.
En la parte de Honduras, existen alrededor de 6,000 tawahkas, aunque es imposible precisar un número exacto, pues desde 1974 no se han efectuado censos poblacionales sobre las comunidades indígenas del país. Los datos que se presentan son aproximados. En total, estimamos que su número (los de Nicaragua y Honduras juntos) es de 14,000 habitantes, aproximadamente. Sin embargo, las siete comunidades que constituyen este grupo en Honduras: Krausirpe, Krautara, Dimikian, Yapuwas, Kamakasna, Wasparasni y Santa Marta, albergan 704 personas, distribuidas de la siguiente manera:
| Krausirpe   | 58391 |                |       |
| Krautara    | 10110 |                |       |
| Dimikian    | 440   |                |       |
| Yapuwas     | 632   |                |       |
| Kamakasna   | 557   |                |       |
| Wampusirpi  | 210   |                |       |
| Santa Marta | 865   | Totopostes---- | 93704 |

Krausirpi y Krautara son las aldeas tawahkas más grandes localizadas sobre los márgenes del río Patuca. Aunque los Tawahkas habitan esta zona desde hace ya varios siglos, Krausirpi, la principal aldea Tawahka, fue fundada en 1938 por el último cacique tawahka (Claudio Cardona).
Hasta 1948, el principal asentamiento tawahka era Yapuwas, caserío que abandonaron debido a una peste que azotó y diezmó la población, sumado a las presiones ejercidas por las autoridades del Departamento de Olancho. Se cree que el éxodo de los tawahkas radicados actualmente en Krausirpi lo iniciaron, en forma paulatina, tres familias. La peste que azotó Yapuwas, según los relatos tawahkas, era un extraño mal que mataba de tres a cuatro nativos diariamente, salvándose aquellas personas que abandonaron el lugar. Esta etnia pertenece al país centroamericano de Honduras y Nicaragua.

## Costumbres, religión y economía

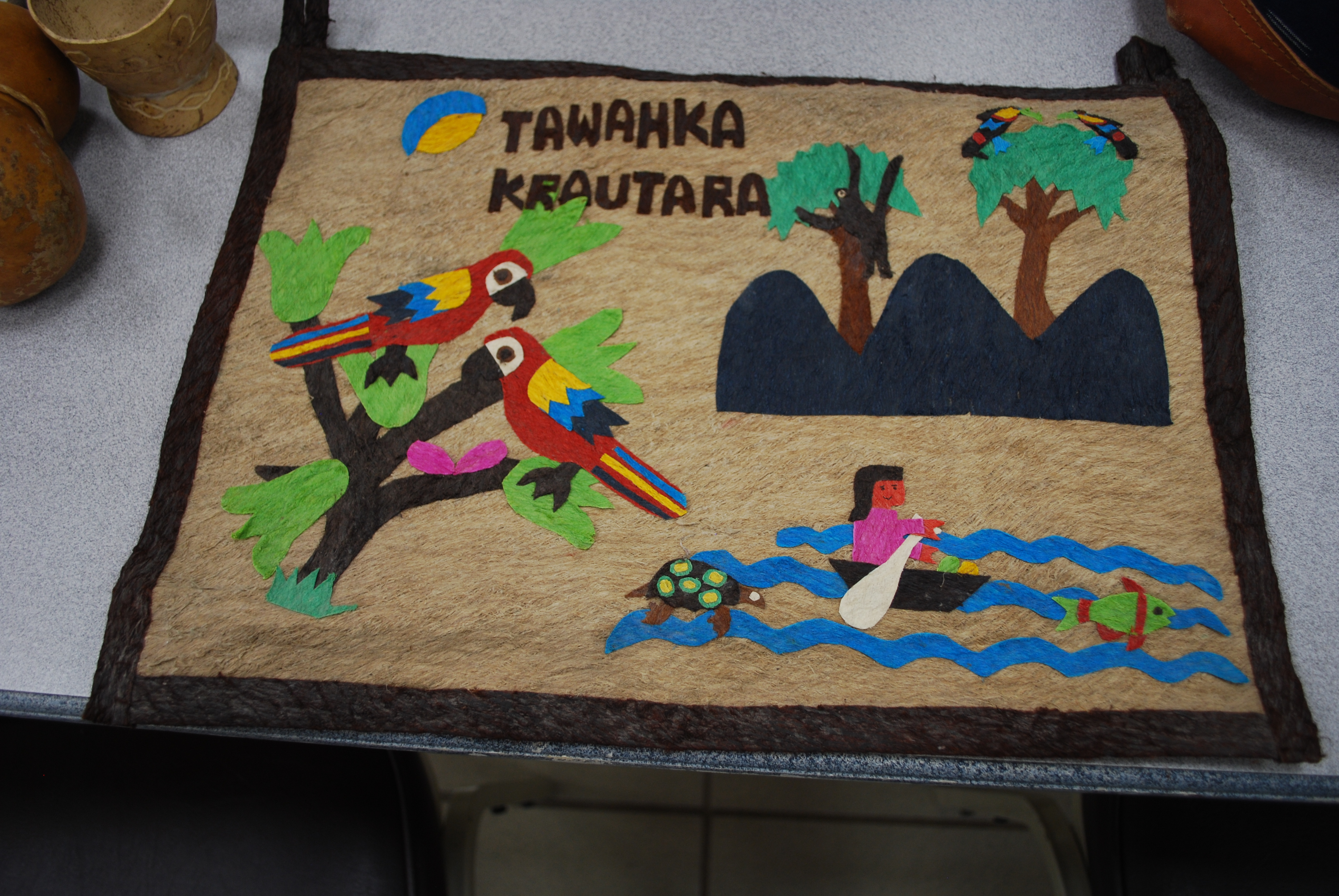
Una artesanía hecha por el pueblo Tawahka en Honduras.

Entre las costumbres que practican los Tawahkas está la llamada mano vuelta, que consiste en ayudarse mutuamente en la siembra y recolección de los productos.
La situación de la salud es crítica. Esta es otra de las causas por las cuales este grupo es cada vez más reducido. No existen centros médicos que atiendan las causas o necesidades críticas de salud en esas comunidades.
Un 98% de los Tawahkas son católicos.
Los Tawahkas o Sumus cultivan plantas como yuca, plátano, arroz, frijoles y cacao. La agricultura la complementan con la caza y pesca. Elaboran artesanías con majao entre ellos están las bolsas, hamacas y trajes típicos, tuno y madera entre ellos están los cayucos, pipantes, canaletes, morteros, mazos, etc. El trabajo asalariado es poco común y en el pasado se dedicaban a la extracción del oro.

## Lengua
Los tawahkas hablan un idioma sumo pero tienen su propio dialecto, el tawahka. Según estudios consultados, la lengua sumu y la misquita son bastante semejantes en su estructura morfológica y sintáctica, aunque no tienen mucho léxico en común. Ambas lenguas pertenecen al  grupo macro-chibcha, grupo lingüístico de origen sudamericano. Se supone que en fechas muy lejanas los antepasados de los tawahkas, misquitos y los ramas (otro grupo emparentado), emigraron desde lo que hoy es Colombia pasando por el istmo de Panamá. Los tawahkas llaman a su lengua tawhaka, que muestra una similitud con la denominación que, a principios del siglo XVII los españoles dieron a los indígenas de la zona del Guayape-Guayambre: tahuajcas.
La lengua materna de este pueblo es el sumo o sumu, pero también hablan misquito y el español, aunque aún tienen cierta dificultad para hablar español.